# Agelasta hirticornis
Agelasta hirticornis là một loài bọ cánh cứng trong họ Cerambycidae.